# 邁買的明
邁買的明（維吾爾語：مۇھەممەتئىمىن‎ Muhemmet'imin，1815年—1869年），亦称伊山汗（Īshān Khān）、卡塔條勒（Katta Töräm，一譯卡塔尔勒、卡提条列）。白山派和卓邁瑪特玉素普長子，布素鲁克堂兄。卡塔意為“大”，条勒意為“首领”、“王爺”，因邁買的明在白山派同輩和卓後裔中最為年長，故稱卡塔條勒。邁買的明是清代道光年間新疆七和卓之乱的首领之一。
1847年，邁買的明和克齐克罕、倭里罕、安集延人萨比尔罕等人，聚集一千骑兵，突破图舒克塔什、乌帕拉特卡伦，潜入玉斯图阿尔图什村，胁迫维吾尔族民众叛乱，史称“七和卓之乱”。攻占喀什噶尔，又侵犯叶尔羌、巴楚、英吉沙尔。被清朝将军布彦泰、奕山在科科热瓦特、苏噶特布拉克击败，裹挟英吉沙尔等地二万七千余人逃遁，途中遇到风雪，很多叛军冻死。在苏非库尔干被浩罕缴械，带回浩罕囚禁。1868年，阿古柏入侵新疆後，把布素鲁克送去麦加朝觐，立卡塔条勒為名義上的統治者。第二年，卡塔条勒也不安心做傀儡，故当傀儡还不到4个月就被阿古柏暗中毒死。